# Gylling (plaats)
Gylling is een plaats in de Deense regio Midden-Jutland, gemeente Odder, en telt 654 inwoners (2008).